# Heistse Pijl 2021
Heistse Pijl 2021 er den 14. udgave af det belgiske cykelløb Heistse Pijl. Linjeløbet bliver kørt i provinsen Antwerpen den 31. juli 2021 mål i Heist-op-den-Berg. Løbet er en del af UCI Europe Tour 2021.

## Resultat
| \| Samlede stilling \| Samlede stilling \| Samlede stilling \| Samlede stilling \| Samlede stilling \| \| Rytter \| Rytter \| Hold \| Tid \| \| \| ---------------- \| ---------------- \| ---------------- \| ---------------- \| ---------------- \| |        |      |     |
| |        |      |     |
| Kilde: ProCyclingStats |        |      |     |
| Samlede stilling |        |      |     |
| Rytter | Rytter | Hold | Tid |